# Tranzystor stopowy

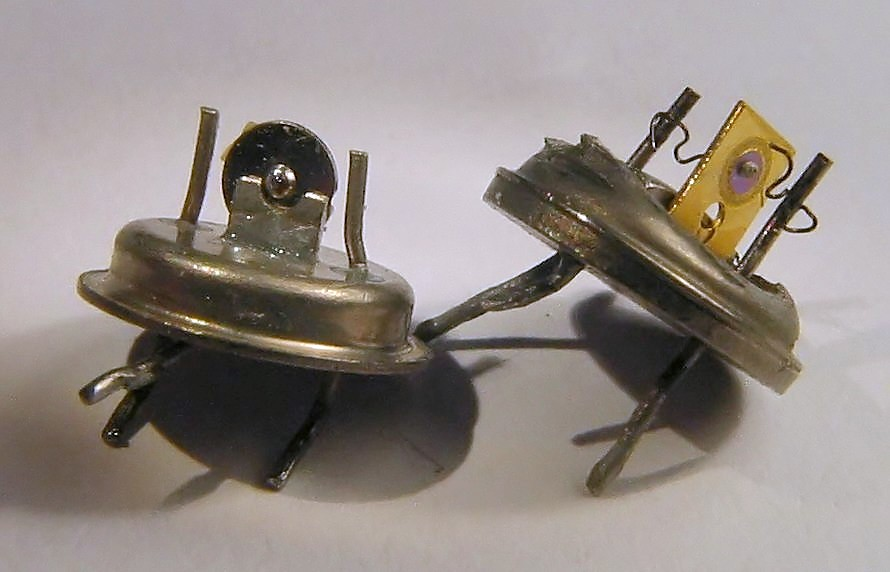
Tranzystor stopowy z 1965 r.

Tranzystor stopowy – wczesny rodzaj tranzystora bipolarnego. Został opracowany w roku 1951 w firmach General Electric i RCA. Tranzystory stopowe mają znaczenie jedynie historyczne, obecnie nie są wytwarzane.

## Wytwarzanie
Tranzystor stopowy jest wykonany z cienkiej płytki słabo domieszkowanego półprzewodnika, pełniącego funkcję bazy, z wtopionymi po przeciwnych stronach w wysokiej temperaturze kulkami metalu. Podczas wtapiania kulek zachodzi dyfuzja domieszki z kulki do półprzewodnika i zmienia się typ półprzewodnika na przeciwny, tworząc złącza p-n. Jedno z tych złącz pełni rolę złącza emitera, drugie kolektora.

## Typy
Tranzystor typu pnp powstawał przez wtopienie kulek z indu w płytkę półprzewodnika typu n.
Tranzystor typu npn powstawał przez wtopienie kulek z ołowiu z domieszką antymonu lub fosforu w płytkę półprzewodnika typu p.
Produkowano zarówno stopowe tranzystory germanowe (częściej), jak i krzemowe (na przykład amerykański 2N496, europejskie OC200 i BCZ11, radzieckie Π101…103 i Π111…113). Traznzystory stopowe krzemowe zostały dosyć szybko (już w latach 50 XX w.) wyparte przez tranzystory krzemowe produkowane nowocześniejszymi technologiami.
W Polsce z tranzystorów stopowych wytwarzano jedynie germanowe typu pnp (zob. TG70-72). Produkcję rozpoczęto w końcu lat 50, zakończono w latach 70 XX w. W latach 80 XX w. były jeszcze produkowane w ZSRR.

## Parametry
- Moc: od kilkudziesięciu mW do kilkudziesięciu W
- częstotliwość graniczna:
  - do kilkunastu MHz – tranzystory małej mocy
  - do kilku MHz – tranzystory dużej mocy.